# Indohya julianneae
Espèce
Indohya julianneae est une espèce de pseudoscorpions de la famille des Hyidae.

## Distribution
Cette espèce est endémique du Kimberley en Australie-Occidentale. Elle se rencontre dans l'archipel des Boucaniers sur l'île Irvine et Koolan.

## Description
La femelle holotype mesure 1,26 mm et le mâle paratype 2,67 mm.

## Systématique et taxinomie
Cette espèce a été décrite par Harvey et Burger en 2023.

## Étymologie
Cette espèce est nommée en l'honneur de Julianne M. Waldock. 

## Publication originale
- Harvey, Burger, Abrams, Finston, Huey & Perina, 2023 : « The systematics of the pseudoscorpion genus Indohya (Pseudoscorpiones: Hyidae) in Australia. » Zootaxa, no 5342(1), p. 1-119.